# Corina Mestre
Corina Emilia Mestre Vilaboy, künstlerisch bekannt unter der Namenskurzform Corina Mestre (* 12. Oktober 1954 in Havanna; † 1. Juni 2024 ebenda) war eine kubanische Schauspielerin für Theater und Fernsehen sowie Schauspiellehrerin. 2022 bekam sie den Nationalen Theaterpreis verliehen.

## Leben und Wirken
Corina Mestre wurde 1954 in die Zeit der Revolution hineingeboren. Ihr Vater war Mitglied der Bewegung des 26. Juli. Zu Grundschulzeiten rezitierte sie zunächst Gedichte. Mit 14 Jahren begann sie mit dem Theaterspielen, als sie als Ersatz für eine erkrankte Jung-Schauspielerin auftrat.
Mestre studierte Schauspiel am Instituto Superior de Arte. Zunächst arbeitete sie für das Innenministerium. 1981 begann sie ihre Karriere beim Theater unter der Regie von Raquel Revuelta. Im kubanischen Fernsehen erlangte sie über die Telenovelas Pasión y prejuicio (Leidenschaft und Vorurteil) oder El eco de las piedras (Das Echo der Steine), der Serie Doble juego (Doppeltes Spiel) sowie der Hauptrolle in La casa de Bernarda Alba (Das Haus von Bernada Alba), die filmische Umsetzung eines Werkes des spanischen Lyrikers Federico García Lorca, landesweite Bekanntheit. Sie war außerdem Ausbilderin an der Schauspielschule Escuela Nacional de Arte in der kubanischen Hauptstadt.
Seitens der kubanischen Opposition wurde ihre Regimetreue kritisiert. So unterschrieb sie im Jahr 2022 einen Brief des kubanischen Künstler- und Schriftstellerverbandes UNEAC, in dem man staatliche Repressionen leugnete. Zu einer für den 15. November 2021 offiziell beantragten Demonstration der Opposition meinte sie, dass der Sozialismus in Kuba gemäß Verfassung unumkehrbar sei, und solche Manifestationen nicht akzeptiert werden könnten.

## Filmografie
- 2022: The Foam of Day (Mima)
- 2016: Esteban
- 2006: Gente que llora S.A.
- 2002: Doble juego
- 2000: El mensajero
- 1999: La casa de Bernarda Alba
- 1997: Tropicanita (Dora)
- 1996: Terre indigo (Señora Domínguez)
- 1988: Vals de la Habana vieja

## Auszeichnungen
- 2002: Nicolás-Guillén-Medaille (Medalla Nicolás Guillén)
- 2022: Nationaler Theater-Preis (Premio Nacional de Teatro)